# Dos Aguas
Dos Aguas (em castelhano e oficialmente) ou Dosaigües (em valenciano) é um município da Espanha na província de Valência, Comunidade Valenciana. Tem 121,5 km² de área e em 2021 tinha 312 habitantes (densidade: 2,6 hab./km²).

## Demografia
| Variação demográfica do município entre 1991 e 2004 | Variação demográfica do município entre 1991 e 2004 | Variação demográfica do município entre 1991 e 2004 | Variação demográfica do município entre 1991 e 2004 |
| --------------------------------------------------- | --------------------------------------------------- | --------------------------------------------------- | --------------------------------------------------- |
| 1991                                                | 1996                                                | 2001                                                | 2004                                                |
| 410                                                 | 367                                                 | 448                                                 | 441                                                 |